# Neil Blaney
Pour les articles homonymes, voir Blaney.
Neil Terence Columba Blaney (1er octobre 1922 – 8 novembre 1995) est un homme politique irlandais. Il est élu pour la première fois au Dáil Éireann en 1948 en tant que  Teachta Dála (TD) Fianna Fáil représentant Donegal East. Membre éminent du parti, Blaney est ministre à plusieurs reprises : ministre des Postes et Télégraphes (1957), ministre du Gouvernement local (1957-1966) et ministre de l'Agriculture et de la Pêche (1966-1970). En 1970, la carrière de Blaney est radicalement modifiée lorsque, aux côtés de Charles Haughey, il est impliqué dans la crise des armements et est accusé d'avoir organisé clandestinement la fourniture d'armes à la nouvelle Armée républicaine irlandaise provisoire. Bien que plus tard acquitté d'actes répréhensibles par un tribunal irlandais, l'implication de Blaney dans la crise amène son exclusion du Fianna Fáil. Militant politique acharné, Blaney réussit à conserver son siège dans le Donegal et reste député pendant encore deux décennies, sous la bannière du « Fianna Fáil indépendant ». Il est aussi Député européen entre 1979 et 1984 puis de 1989 à 1994. Entré au Dáil en tant que député le plus jeune, il en sort comme membre le plus ancien.

## Jeunesse
Neil Blaney est né en 1922 dans le village de Rossnakill, dans la péninsule rurale de Fanad, au nord du comté de Donegal, en Irlande. Deuxième d'une famille de onze personnes, le père de Blaney, Neal, a été commandant de l'Armée républicaine irlandaise (IRA) dans le Donegal pendant la guerre d'indépendance et la guerre civile. Son père a été à la fois député et sénateur de 1927 à 1948 ; à ce moment-là, Neil Blaney lui succède dans ce poste. C'est de son père que Blaney tient ses fortes opinions républicaines et sa première introduction à la politique. Il fait ses études localement à Tamney, sur la péninsule accidentée de Fanad, et fréquente ensuite le St Eunan's College de Letterkenny. Blaney travaille comme permanent auprès de l'Irish National Vintners and Grocers Association.

## Début de carrière politique
Blaney est élu pour la première fois au Dáil Éireann pour la circonscription de Donegal Est lors d'une élection partielle en décembre 1948, à la suite du décès de son père. Il devient également membre du conseil du comté de Donegal. Lors de son élection, Blaney est le plus jeune membre du Dáil. Il reste sur les bancs d'arrière-ban pendant plusieurs années avant de faire partie d'un groupe de jeunes membres du parti triés sur le volet par Seán Lemass pour entamer une campagne de réorganisation du parti après la défaite aux élections générales de 1954. Au sein du parti, Blaney devient connu en menant les campagnes électorales partielles du parti tout au long des années 1950 et 1960. Il introduit le concept de cavalcades après ses victoires électorales dans sa circonscription, ainsi que des feux de joie au bord des routes. À l’époque, ce concept politique est étranger à l’Irlande. Blaney adopte également le port de lunettes de soleil, de chewing-gum, de cravates brillantes et de costumes colorés. Ses groupes de partisans dévoués lui valent le surnom de « la mafia du Donegal » et réussit à faire élire Desmond O'Malley et Gerry Collins au Dáil.

## Carrière ministérielle
Après la victoire du Fianna Fáil aux élections générales de 1957, Éamon de Valera, en tant que Taoiseach, apporte du sang neuf au Cabinet avec Blaney, Jack Lynch, Kevin Boland et Micheál Ó Móráin. Blaney est nommé ministre des Postes et Télégraphes, devenant ainsi le premier ministre du gouvernement du Donegal, cependant, il accède au poste de ministre du Gouvernement local à la fin de 1957 après le décès de Seán Moylan. Blaney se révèle être un ministre innovateur et sa première tâche en tant que ministre est de préparer le terrain pour le référendum visant à abandonner le système électoral de représentation proportionnelle et à le remplacer par le système de vote uninominal majoritaire à un tour. Le référendum échoue, cependant, Blaney est retenu à ce poste lorsque Lemass succède à de Valera au poste de Taoiseach en 1959. En 1963, il introduit la loi sur la planification pour rationaliser la planification dans l'ensemble des autorités locales de l'État. Cette loi crée également l'agence An Forás Forbatha, pour rassembler des experts en planification. Son département lance un très vaste programme visant à fournir de l'eau courante aux foyers ruraux. En 1965, Blaney introduit le Road Traffic Act qui exige que les automobilistes passent un examen de conduite dans des voitures en bon état de marche. Au cours de son mandat, il devient possible de payer des impôts (impôts fonciers) par tranches et il introduit également une législation autorisant les non-ressortissants à voter aux élections locales.
En 1966, Lemass démissionne de son poste de chef du Taoiseach et du Fianna Fáil. L'élection à la direction qui suit voit George Colley et Charles Haughey émerger comme les deux favoris. Blaney n'est pas impressionné et, avec le soutien de Kevin Boland, partageant les mêmes idées, se déclare candidat comme « républicain radical ». Cependant, en dehors du Nord-Ouest et à l'exception de Boland, Blaney n'obtient pas beaucoup de soutien. Après quelques pressions de Lemass, Jack Lynch, entre dans la course et est considéré comme un candidat imbattable. Haughey et Boland se retire pour soutenir Lynch, mais Colley reste en course. Il est lourdement vaincu, Lynch devenant chef du parti et Taoiseach. Lors du remaniement ministériel qui suit, Blaney est nommé ministre de l'Agriculture et de la Pêche.

## Crise des armes
En 1969, lorsque le conflit éclate en Irlande du Nord, Blaney est l'un des premiers à exprimer de fortes opinions républicaines irlandaises en soutien aux nationalistes du Nord, opinions qui contredisent la politique du gouvernement irlandais. Blaney est originaire d'Ulster et a été touché par la flambée de violence dans certaines parties de sa province d'origine. Il est préoccupé par le sort de la majorité nationaliste à West Tyrone et à Derry, zones limitrophes de sa circonscription dans l'ouest de l'Ulster. À partir de la fin de 1968 environ, Blaney forme et préside un groupe nationaliste non officiel à Leinster House, populairement connu sous le nom de « Table Letterkenny », ainsi nommée parce que ce groupe se réunissait à une même table du bar ou du restaurant du Dáil. Le groupe est dominé par Blaney jusqu'à sa mort. Il a également fait partie d'un sous-comité ministériel de quatre membres créé pour décider de la politique gouvernementale envers l'Irlande du Nord avec Charles Haughey, Pádraig Faulkner et Joseph Brennan. Un fonds de 100 000 £ est créé pour aider les nationalistes. Cependant, les personnes impliquées ont nié que le gouvernement ait soutenu l'importation d'armes.
Un incident connu sous le nom de crise des armements, provoque le limogeage de Blaney et Haughey du cabinet du Taoiseach Jack Lynch, avec des allégations selon lesquelles les fonds auraient été utilisés pour importer des armes destinées à la nouvelle IRA provisoire émergente. Le chef de l'opposition, Liam Cosgrave est informé par la Garda qu'un complot visant à importer des armes existe et comprend des membres du gouvernement. Cosgrave dit à Lynch qu'il est au courant du complot et qu'il l'annoncerait au Dáil le lendemain s'il n'agissait pas. Lynch demande la démission de Haughey et Blaney. Les deux hommes refusent, affirmant qu’ils n’ont rien fait d’illégal. Lynch conseille alors au président de Valera de limoger Haughey et Blaney du gouvernement. Kevin Boland démissionne en soutien, tandis que Mícheál Ó Móráin est limogé la veille dans le cadre d'une action préventive visant à garantir qu'il ne serait pas ministre de la Justice lorsque la crise éclaterait. Lynch choisit le whip en chef du gouvernement, Desmond O'Malley pour ce poste. Haughey et Blaney sont ensuite jugés devant le tribunal avec un officier de l'armée, le capitaine James Kelly, et Albert Luykx, un homme d'affaires belge qui aurait utilisé ses contacts pour acheter les armes. Au procès, tous les accusés sont acquittés, mais nombre de leurs détracteurs refusent de reconnaître le verdict des tribunaux. Bien que Blaney ait été innocenté de tout acte répréhensible, sa carrière ministérielle prend fin.
Lynch s'oppose ensuite à Blaney afin de l'isoler au sein du parti. Il est battu par George Colley lors d'un vote pour le poste de co-trésorier honoraire à l'Ardfheis de 1971, tandis que son collègue de circonscription, Liam Cunningham, est nommé secrétaire parlementaire lors du remaniement ministériel. Au Dáil, Blaney s'abstient lors d'une motion de censure sur le ministre Jim Gibbons, parrainée par l'opposition. Paudge Brennan et Des Foley font de même et, même si le gouvernement survit, ils sont tous exclus du groupe parlementaire. Lorsque Blaney et ses partisans tentent d'organiser la collecte nationale du parti de manière indépendante, en 1972, Blaney est exclu du parti Fianna Fáil pour « conduite inconvenante ».

## Député indépendant
À la suite de son expulsion du Fianna Fáil, Kevin Boland tente de persuader Blaney de rejoindre le parti Aontacht Éireann qu'il est en train de créer, mais Blaney refuse. Au lieu de cela, il se présente à toutes les élections ultérieures pour le Fianna Fáil indépendant – Le Parti républicain, une organisation qu'il a construite, principalement dans les circonscriptions du Comté de Donegal à partir de membres mécontents du parti Fianna Fáil qui lui sont restés fidèles ainsi qu'un grand nombre de républicains. Tout au long des années 1970, des appels sont fréquents pour sa réadmission au Fianna Fáil, mais les opposants les plus virulents à cette décision sont les délégués du Fianna Fáil du comté de Donegal.
Aux élections européennes de 1979, Blaney arrive en tête du scrutin dans la circonscription de Connacht-Ulster, au grand dam du Fianna Fáil. Il siège au Groupe technique des indépendants et préside le groupe aux côtés du radical italien Marco Pannella et de l'eurosceptique de gauche danois Jens-Peter Bonde. Il perd de peu son siège aux élections de 1984, mais est réélu député européen lors des élections de 1989, où il siège au sein du groupe régionaliste Rainbow. Il fait également campagne pour le gréviste de la faim de l'IRA Bobby Sands lors des élections partielles de Fermanagh et du Tyrone du Sud, au cours desquelles Sands est élu à Westminster.
Blaney contracte un cancer dont il meurt à l'âge de 73 ans le 8 novembre 1995. Il occupe son siège au Dáil jusqu'à sa mort et est alors le père du Dáil.
Lors de l'élection partielle qui suit, le 2 avril 1996, le candidat du Fianna Fáil récupère son siège. Cependant, le frère de Blaney, Harry Blaney, est élu député du Fianna Fáil indépendant aux élections générales de 1997. Il est remplacé par son fils, Niall Blaney, élu aux élections générales de 2002. Mais en juillet 2006, Niall rejoint le Fianna Fáil. D'autres membres de la famille Blaney s'y opposent et publient un communiqué de presse avant la décision de Niall Blaney fustigeant le parti Fianna Fáil et se dissociant de toute soi-disant « trêve » avec eux.